# Estació de Sant Gervasi
L'estació de Sant Gervasi es troba al km 2,6 de la línia Barcelona-Vallès dels Ferrocarrils de la Generalitat de Catalunya, sota la Via Augusta i a l'alçada de la plaça de Molina de Barcelona. Hi tenen parada els trens de les línies L6, S1 i S2.

## Història i descripció
Va ser inaugurada el 23 de juny del 1863 en un tram en corba del ferrocarril de Sarrià a Barcelona. Disposava de dues vies amb andanes laterals (a les quals s'hi accedia amb una escalinata), però en trobar-se en una trinxera tenia l'edifici de viatgers (a la dreta de les vies) al nivell del carrer. El 24 d'abril del 1929 es va inaugurar el soterrament de la via 1 i l'andana corresponent (ascendent), mentre que el 1931 es completà el soterrament de l'estació amb el cobriment de l'altra via i andana.
Amb aquest motiu s'hi va construir un edicle que contenia l'ancensor i l'escala d'accés, actualment catalogat com a bé amb elements d'interès (categoria C). És una construcció en forma de templet clàssic, de regust afrancessat, que a més de les estructures de comunicació vertical, conté una petita guixeta de venda de bitllets. Les façanes es componen a partir de pilastres clàssiques que creen tres mòduls per un costat i dos per l'altre, i que sustenten una coberta de zinc arrodonida a través d'arquitraus desplaçats. Originàriament, era obert per dues de les seves façanes, per tal de facilitar-ne l'accés. Actualment presenta un aspecte poc afortunat a causa de a les successives reparacions, consistents en pintats i aplacats de rajoles ceràmiques.
El 2010 va entrar en servei n modernitzar les instal·lacions, amb una nova connexió directa amb l'estació de Plaça Molina (situada al seu costat), i el perllongament de les andanes fins als 80 m de longitud, per tal permetre l'estacionament de trens de quatre cotxes.

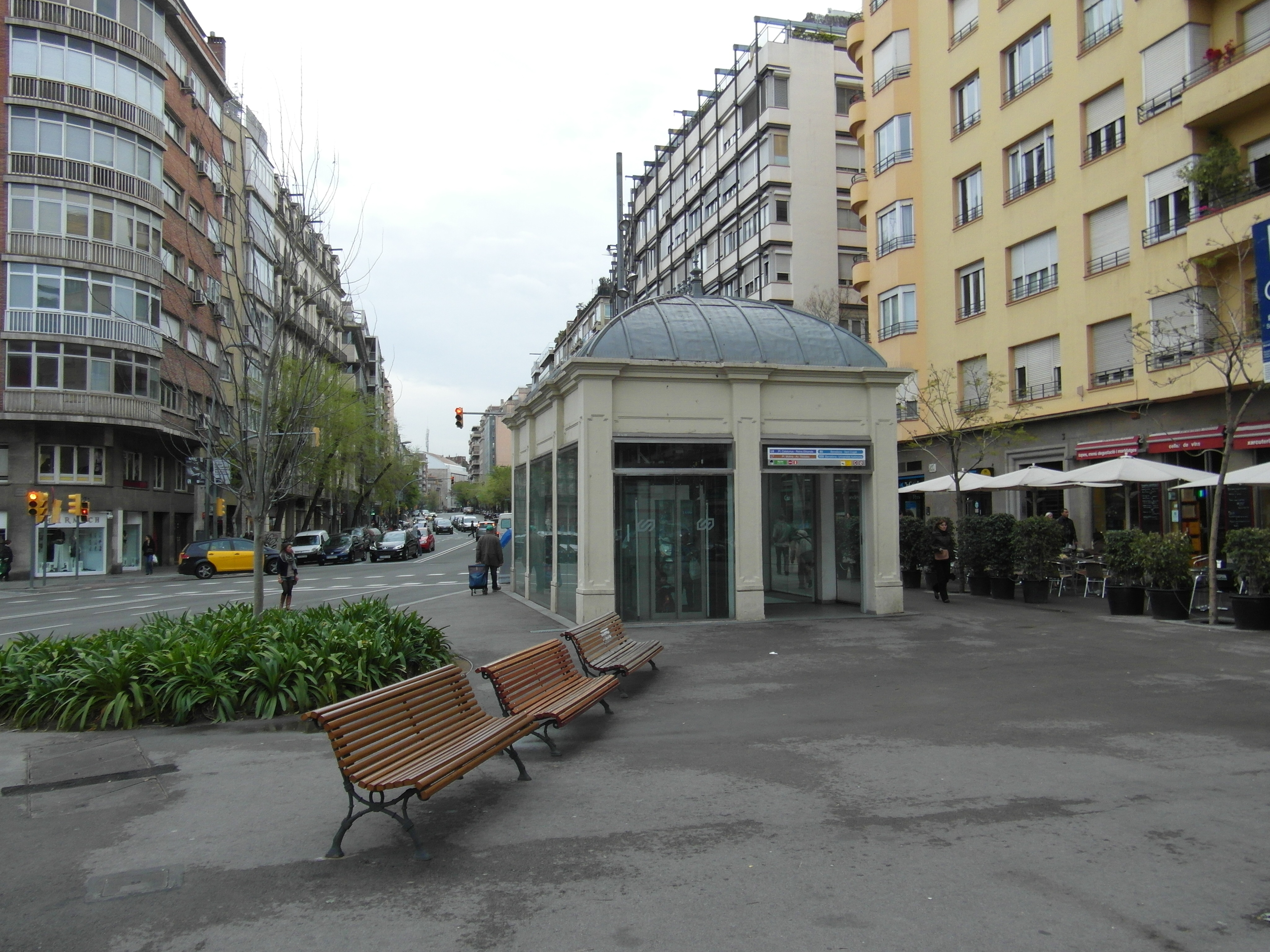
Edicle de les estacions de Sant Gervasi i de Plaça Molina

## Serveis ferroviaris
| Línia Barcelona-Vallès de FGC |        |                         |          |                        |
| Procedència/Destinació        | <      | Línia                   | >        | Procedència/Destinació |
| Barcelona - Pl. Catalunya     | Gràcia |                         | Muntaner | Sarrià                 |
| Barcelona - Pl. Catalunya     | Gràcia | Terrassa Nacions Unides | Muntaner |                        |
| Barcelona - Pl. Catalunya     | Gràcia | Sabadell Parc del Nord  | Muntaner |                        |